# Pinus litvinovii
Pinus litvinovii là một loài thực vật hạt trần trong họ Thông. Loài này được L.V.Orlova mô tả khoa học đầu tiên năm 2001.